# Daniyar Yeleussinov
Daniyar Yeleussinov (13 de março de 1991) é um pugilista cazaque, campeão olímpico. 

## Carreira
Daniyar Yeleussinov competiu na Rio 2016, na qual conquistou a medalha de ouro no peso meio-médio.